# Уразаев, Абдурахман-бек
Абдурахман-бек Аль-Мухаммедович Уразаев (1888, Новый Маргелан — ок. 1934—1940, Ташкент)  — юрист, политический и государственный деятель; помощник присяжного поверенного, член Всероссийского учредительного собрания в Ферганского избирательного округа, заместитель министра внутренних дел Кокандской автономии.

## Биография
Казах по национальности, родился в г. Новый Маргелан в семье чиновника Аль-Мухаммеда Уразаева. Окончил Скобелевскую гимназию (1910) и юридический факультет Московского университета (1915). Работал помощником присяжного поверенного.
После Октябрьской революции 1917 года на IV Чрезвычайном общемусульманском краевом съезде (26–27 ноября 1917 г., Коканд) избран в Туркестанский временный народный совет (ТВНС) и в Туркестанское народное правление — Временное правительство автономного Туркестана (Кокандской автономии), в котором стал заместителем министра внутренних дел. Затем был избран во Всероссийское учредительное собрание в Ферганском избирательном округе по списку № 2 (общеферганский список мусульманских организаций).
К какой-либо политической партии А. Уразаев не принадлежал, но поддерживал идеи социалистов-революционеров, разогнанных в . за контрреволюционную деятельность. Об этом свидетельствует коротенькая записка Ферганского областного комиссара эсера Маевского: «Многоуважаемый тов. Уразаев. — Пишет он. — Конечно, Вам понятно, как горячо я приветствую Вас и, вероятно известно, что наша с-р фракция также! Но почему Вы молчите. Позвоните хотя по телефону; не делаю этого сам, ибо не знаю, где Вы. Меня все еще не освобождают от моей проклятой службы, хотя чую, что час скоро пробьет, а пока мрачны виды. Привет всем. Ваш Маевский. 16 декабря 1917 года».
После роспуска правительства автономии, А. Уразаев был сослан в Сибирь, там заболел туберкулезом и вернулся в семью сестры, в Ташкент и через некоторое время умер. В качестве лекарства он курил дешевые крепкие папиросы, часто посылал за ними на базар племянника Шавката Кары-Ниязова.
Шавкат Ташмухаммедович Кары-Ниязов родился в 1924 г. Следовательно, описываемые события относятся к 1934–1940 гг. Вероятно в это время и умер А. Уразаев.

## Семья
Отец — Аль-Мухаммед Уразаев принадлежал к одному из влиятельных родов Старшего Жуза, окончил 2-й Оренбургский кадетский корпус и служил по ведомству Военного министерства. Письменный переводчик Маргеланского уездного управления (Приказ по военно-народному управлению Ферганской области от 1 января 1881 г. № 2). Коллежский секретарь со старшинством с 29 мая 1882 г. (31 октября 1882 г.). Награжден орденом Св. Станислава 3 ст. для нехристиан (31 августа 1882 г.) и серебряной медалью для ношения на груди на ленте государственных цветов в память царствования Императора Александра III за труды по первой переписи населения 1897 г. (Приказ по Военному ведомству от 17 марта 1896 г. № 60). Умер и был исключен из списков чиновников Военного ведомства 10 мая 1898 г.
Мать — Ниёзжон Биби-ханум, узбечка из кишлака Ауваль Новомаргеланского уезда Ферганской области. После смерти мужа работала учительницей.
Сестра — Айша-ханум Уразаева (2 сентября 1897 – 31 января 1988), одна из первых народных учительниц Туркестана. Окончила Ферганскую женскую гимназию и преподавала русский язык в русско-туземной школе г. Намангана. После революции 1917 г. работала в Скобелевской советской школе. Вышла замуж за выдающегося узбекского ученого и педагога, организатора науки и образования Советского Узбекистана, академика АН УзССР Т.Н. Кары-Ниязова.
Еще 2 брата и сестра(?).